# Jean-Baptiste Couvelet
Jean Baptiste Couvelet, né le 20 novembre 1772 à Charleville et mort le 6 septembre 1830 à Mézières, est un peintre miniaturiste français.

## Biographie
Fils de Louis Couvelet, tailleur d'habits, et de Jeanne Françoise Chayaux, Jean Baptiste Couvelet grandit à Charleville où il étudie au collège de la ville. On ne sait pas avec certitude s'il a été ou non l'élève de Jacques-Louis David. Tandis que les monographes Baudson et Labaste voient dans le traitement du classique et dans la « pureté du dessin » une parenté certaine entre les deux peintres, Bernadette Chaignet-Sortais pense qu'il a plutôt côtoyé des élèves de David. À Paris, Couvelet fait la connaissance de Ponce Lambert. Les deux hommes développent leur talent de miniaturistes.
Ses études terminées, Couvelet retourne dans les Ardennes où il épouse Marguerite Adélaïde Colson le 26 avril 1795. Le couple a cinq enfants dont Adolphe-Hippolyte Couveley et Adélaïde qui épouse Désiré Auguste Lambert, fils de Ponce. Nommé professeur de dessin de l'École centrale de Charleville le 4 avril 1798, Couvelet mène à la fois sa carrière de peintre et de professeur, réalisant un très grand nombre de miniatures et portraits dont celui du général Morin alors directeur de la manufacture d'armes de Charleville. En 1815, il est nommé adjoint à la commission des finances de Charleville alors occupée par les troupes prussiennes.
Couvelet meurt à son domicile de Mézières en 1830. Il est enterré dans le cimetière de Mézières mais sa tombe n'existe plus aujourd'hui.

### Élèves
Étant professeur de dessin, Couvelet a de nombreux élèves. Toutefois cinq d'entre eux ont connu des carrières artistiques plus ou moins remarquables. Le premier d'entre eux n'est autre que son fils Adolphe-Hippolyte Couvelet né en 1802. Vient ensuite Nestor L'Hôte dont les connaissances en dessin acquises auprès de Couvelet lui permettent de participer comme dessinateur aux expéditions de Champollion. L'Hôte écrit d'ailleurs que « toute la vie reconnaissant des bons principes et des bons conseils qu'il (lui) a donnés dans son art ». Enfin, Couvelet est le professeur des trois frères Moreaux : François-René Moreaux né 1807, Léon Charles-Florent Moreaux né en 1815 et Louis-Auguste Moreaux né en 1817.

## Œuvre
La première miniature connue de Couvelet est datée de 1795 et porte pour titre. L'Homme en habit bleu dit Portrait de Couthon. Le Musée de l'Ardenne conserve un certain nombre de toiles de Couvelet. 
- L'Homme en habit bleu dit Portrait de Couthon, 1795.
- Jeune femme au clavecin, 1796.
- Portrait d'Adèle Lefranc bébé, 1805.
- Jeune femme montrant son enfant dans un berceau, 1806, conservée au Musée de l'Ardenne.
- Portrait du lieutenant-général Jean-Baptiste Dumonceau, 1807, conservé au Rijksmuseum d'Amsterdam[8].
- Deux portraits de jeune femme, 1808.
- Portrait du général Morin, vers 1813[9], conservé au Musée de l'Ardenne.
- Le chevalier Bayard, 1819, conservé au Musée de l'Ardenne.
- M. Charlier, 1823, conservé au Musée de l'Ardenne.
- Autoportrait, 1824, conservé au Musée de l'Ardenne.
- Portrait de l'Abbé Delvincourt, 1826, conservé au Musée de l'Ardenne.

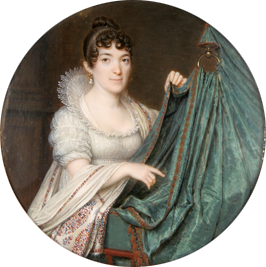
Jeune femme montrant son enfant dans un berceau.
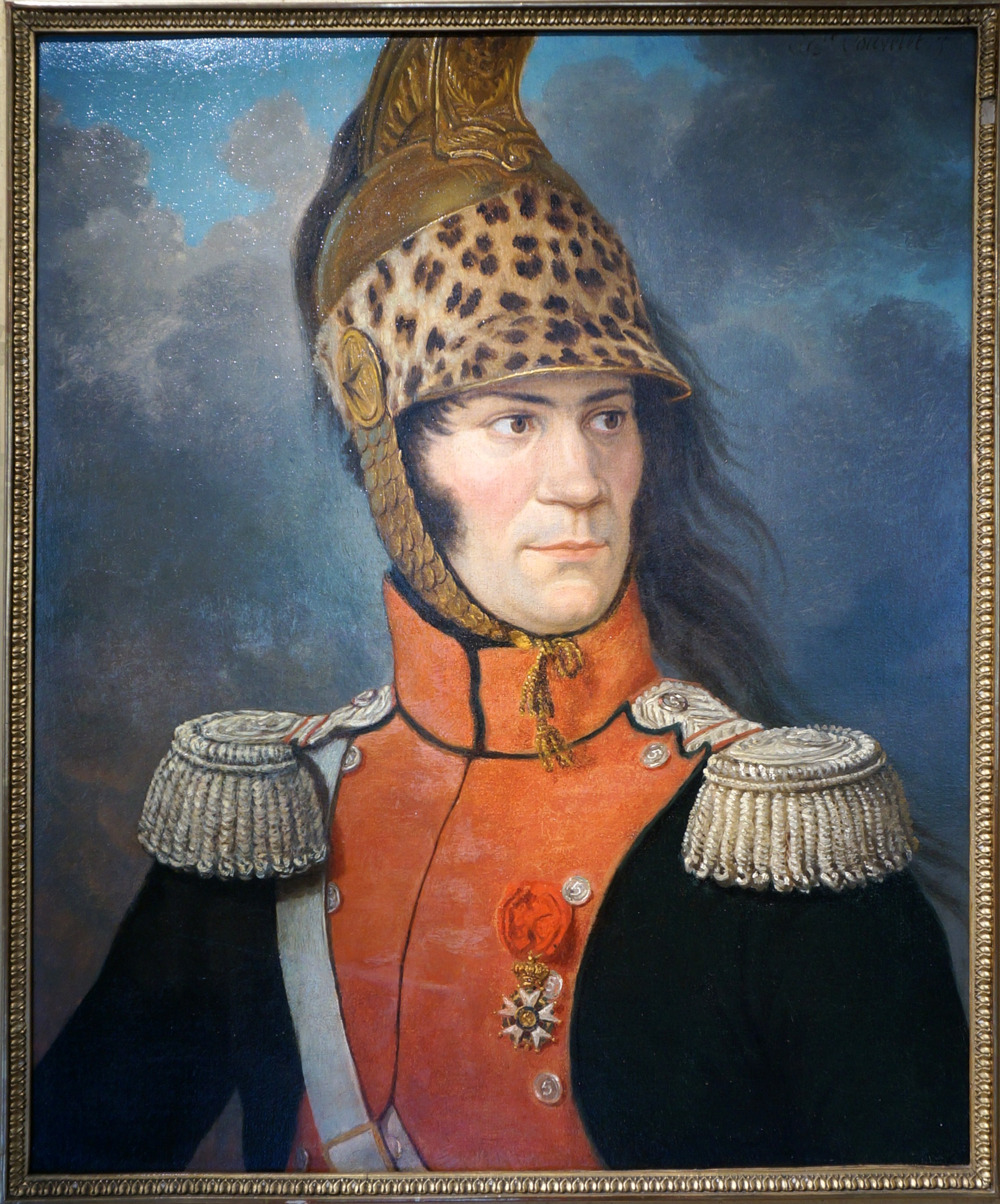
Portrait du général Jean-Baptiste Louis Morin.
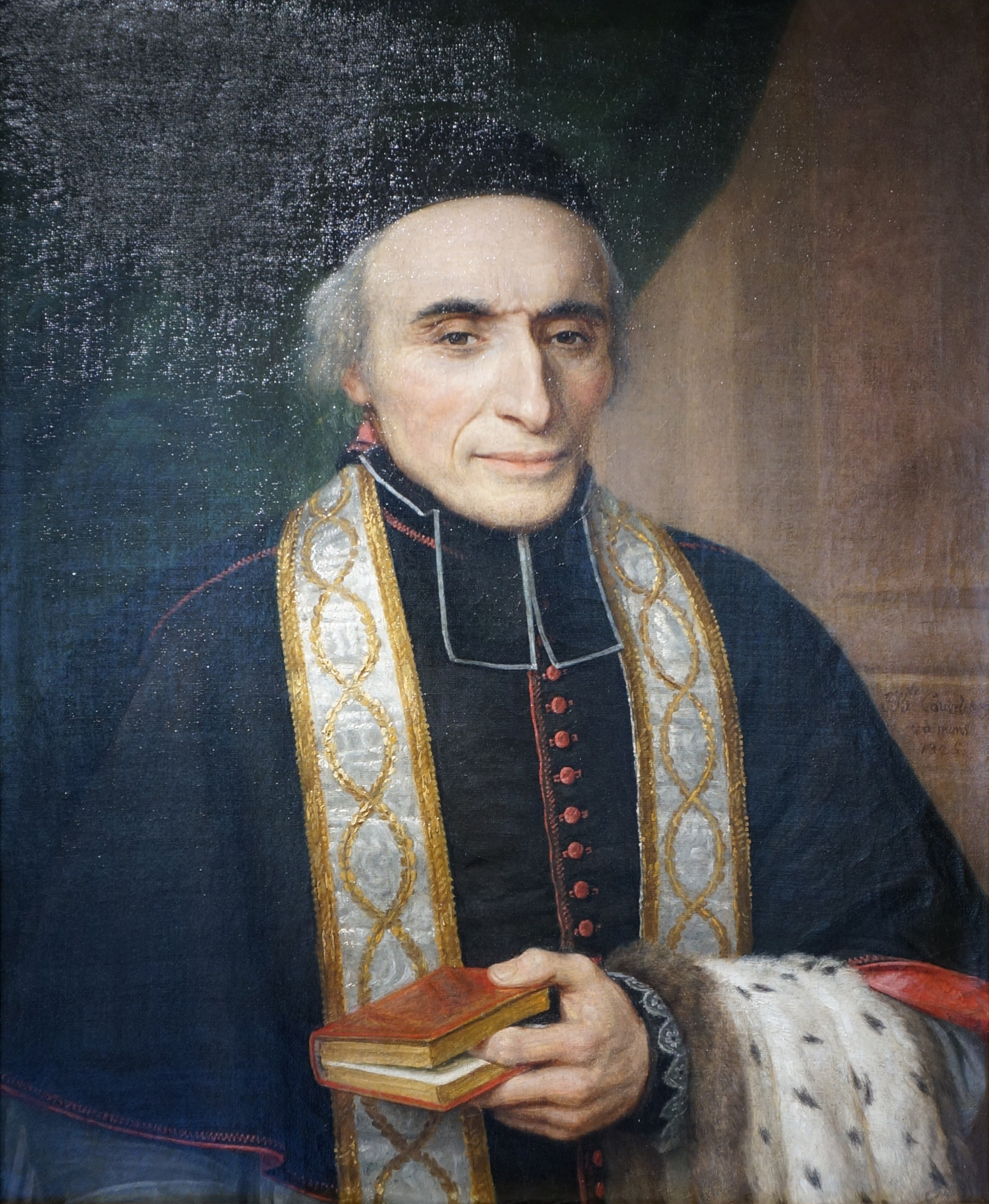
Portrait de l'abbé Delvincourt.
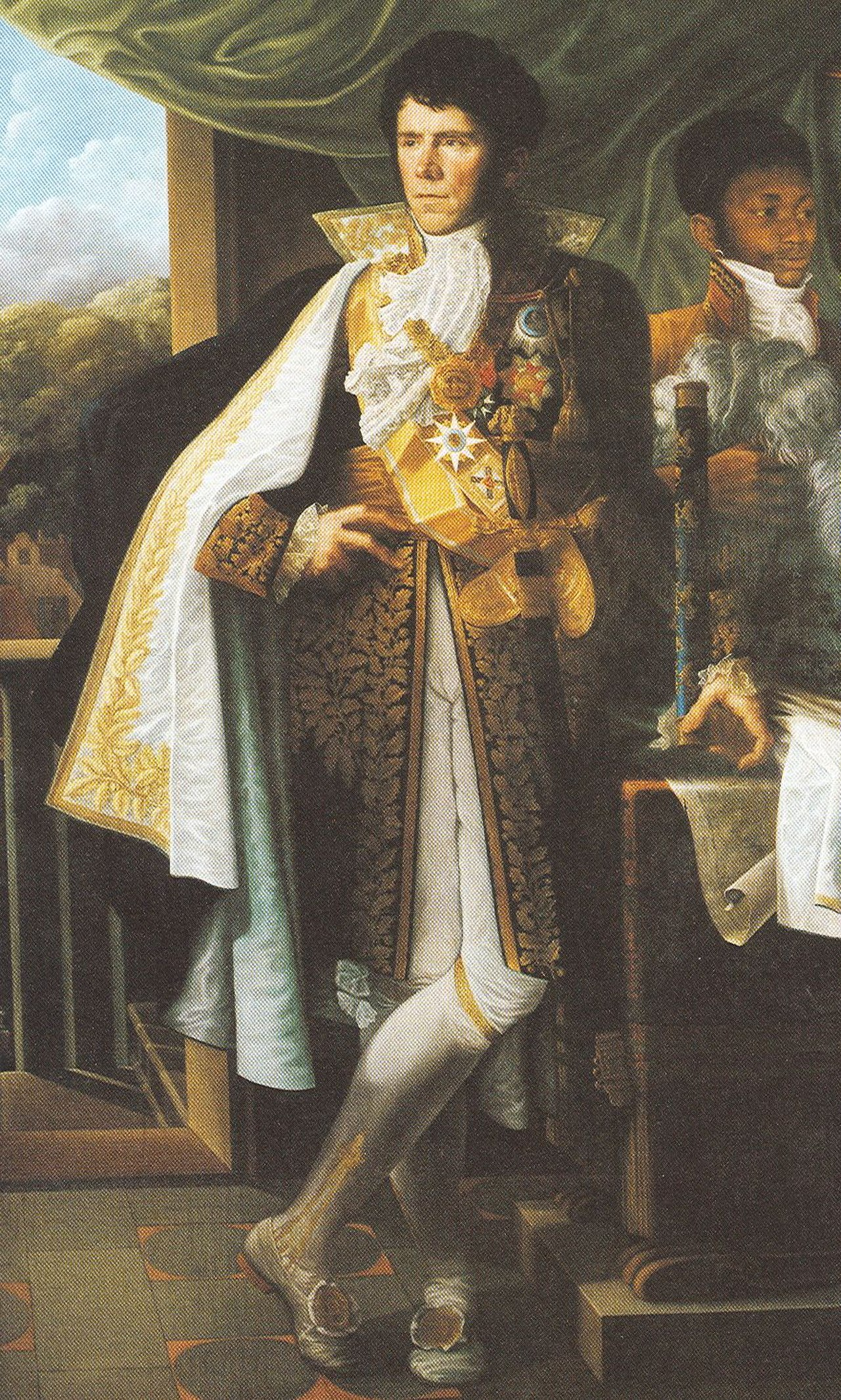
Portrait du lieutenant-général Jean-Baptiste Dumonceau.
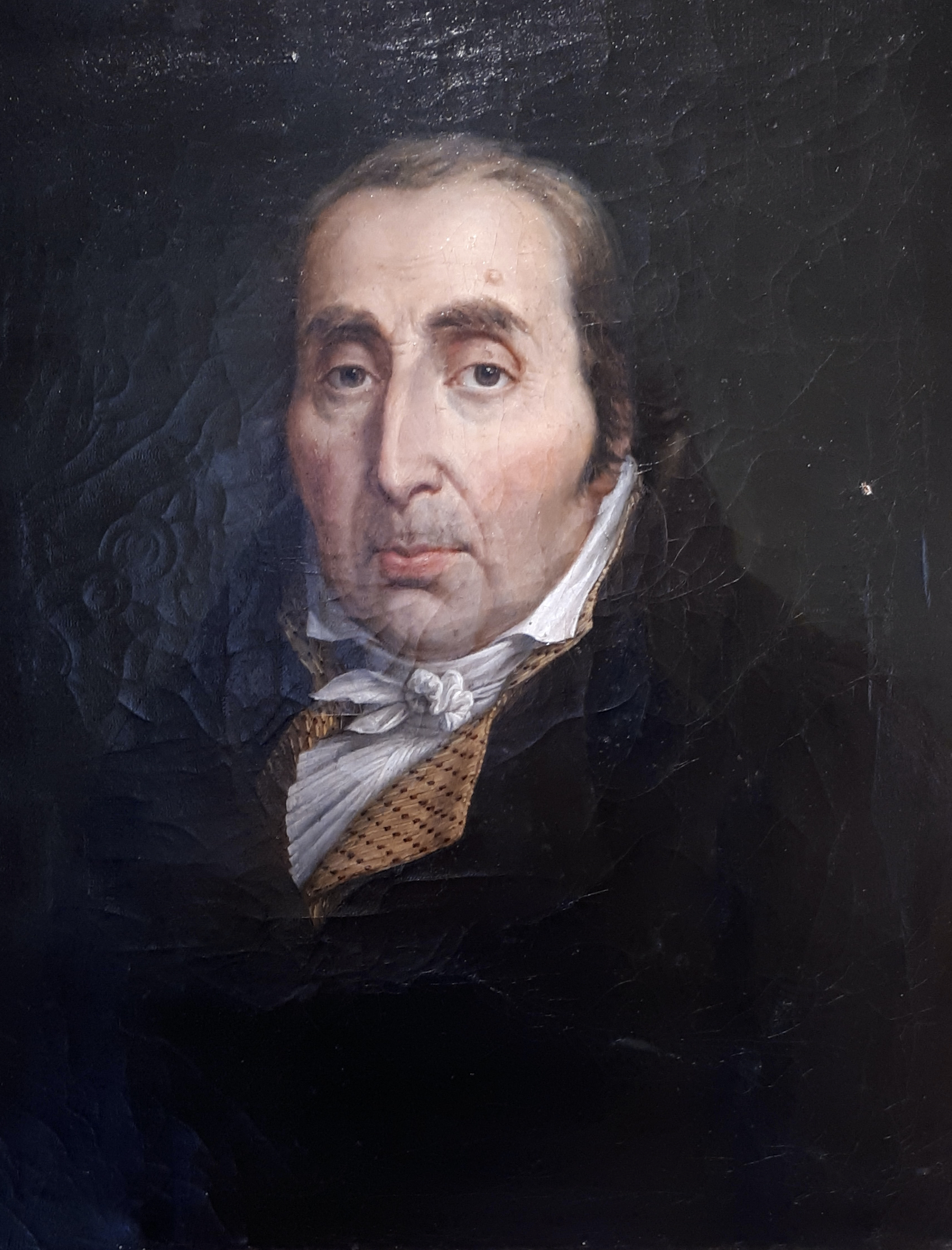
Henri Nicolas Charlier (1745-1823), négociant.